# Đồng Hới
Đồng Hới est le chef-lieu de la province de Quảng Bình, dans le centre du Viêt Nam, à 486 km au sud de Hanoï, 172 km au nord de Hué, 1 238 km au nord de Hô Chi Minh-Ville. La ville est située au bord de la Mer de Chine méridionale.

## Histoire
Le site de Dong Hoi fut longtemps un territoire contesté entre le royaume de Champa et le Dai Viet. Il fut officiellement intégré au Dai Viet en 1069, par le mariage de la princesse de la dynastie Trân Huyên Trân avec le roi de Champa Jaya Simhavarman III (en vietnamien : Chế Mân, r. 1288–1307). Ce fut un mariage-pour-terrain, une pratique traditionnelle par les rois du Champa. Grâce à ce mariage, le Dai Viet acquit Châu Ô - correspondant aux actuelles provinces de Quảng Bình, Quảng Trị et Thừa Thiên Huế.
Durant la guerre d'Indochine (1946-1954), la base aérienne de Dong Hoi fut utilisée par l'armée française pour attaquer le Viet Minh dans le centre du Viet Nam du nord et l'armée laotienne du Pathet Lao dans le centre et le sud du Laos.
Pendant la guerre du Viêt Nam, la ville fut gravement endommagée par les bombardements des B-52 américains en raison de sa situation près du 17e parallèle et de la Zone Démilitarisée entre le Viêt Nam du Sud et le Viêt Nam du Nord. La ville correspond aussi à la plus grande étroitesse du Viet Nam (environ 40 km d'est en ouest) Après la chute de Saïgon le 30 avril 1975, la province de Quang Binh fut fusionnée dans la province de Binh Tri Thien (Binh Tri Thien rassemble les noms des provinces de Quang Binh, Quang Tri et Thua Thien).
En 1990, la province de Binh Tri Thien a été redivisée en trois, comme elle l'était auparavant, et Dong Hoi est devenu la capitale de la province de Quảng Bình.

## Administration
Dong Hoi est divisée en 16 subdivisions, 10 quartiers (phường) et 6 communes rurales (xã).
| No. | Nom           | Vietnamien           | Pop.   | Superficie (km2) |
| --- | ------------- | -------------------- | ------ | ---------------- |
| 1.  | Bac Ly        | Phường Bắc Lý        | 13.536 | 10,19            |
| 2.  | Bac Nghia     | Phường Bắc Nghĩa     | 6981   | 7,76             |
| 3.  | Dong My       | Phường Đồng Mỹ       | 2653   | 0,58             |
| 4.  | Dong Phu      | Phường Đồng Phú      | 8016   | 3,81             |
| 5.  | Dong Son      | Phường Đồng Sơn      | 8815   | 19,65            |
| 6.  | Duc Ninh Dong | Phường Đức Ninh Đông | 4726   | 3,13             |
| 7.  | Hai Dinh      | Phường Hải Đình      | 3808   | 8,822            |
| 8.  | Hai Thanh     | Phường Hải Thành     | 4774   | 2,45             |
| 9.  | Nam Ly        | Phường Nam Lý        | 11,579 | 3,9              |
| 10. | Phu Hai       | Phường Phú Hải       | 3440   | 3,06             |
| 11. | Bao Ninh      | Xã Bảo Ninh          | 8538   | 16,3             |
| 12. | Duc Ninh      | Xã Đức Ninh          | 7526   | 5,21             |
| 13. | Loc Ninh      | Xã Lộc Ninh          | 8407   | 13,4             |
| 14. | Nghia Ninh    | Xã Nghĩa Ninh        | 4508   | 16,22            |
| 15. | Quang Phu     | Xã Quang Phú         | 3106   | 3,23             |
| 16. | Thuan Duc     | Xã Thuận Đức         | 3738   | 45,28            |

## Climat
| Température moyenne  | Jan | Feb | Mar | Apr | May | Jun | Jul | Aug | Sep | Oct | Nov | Dec |
| -------------------- | --- | --- | --- | --- | --- | --- | --- | --- | --- | --- | --- | --- |
| Plus haut (°C)       | 22  | 23  | 25  | 29  | 32  | 34  | 34  | 33  | 31  | 28  | 26  | 23  |
| Plus bas (°C)        | 17  | 18  | 20  | 23  | 25  | 27  | 27  | 26  | 25  | 23  | 21  | 18  |
| Sources: msn weather |     |     |     |     |     |     |     |     |     |     |     |     |

## Tourisme

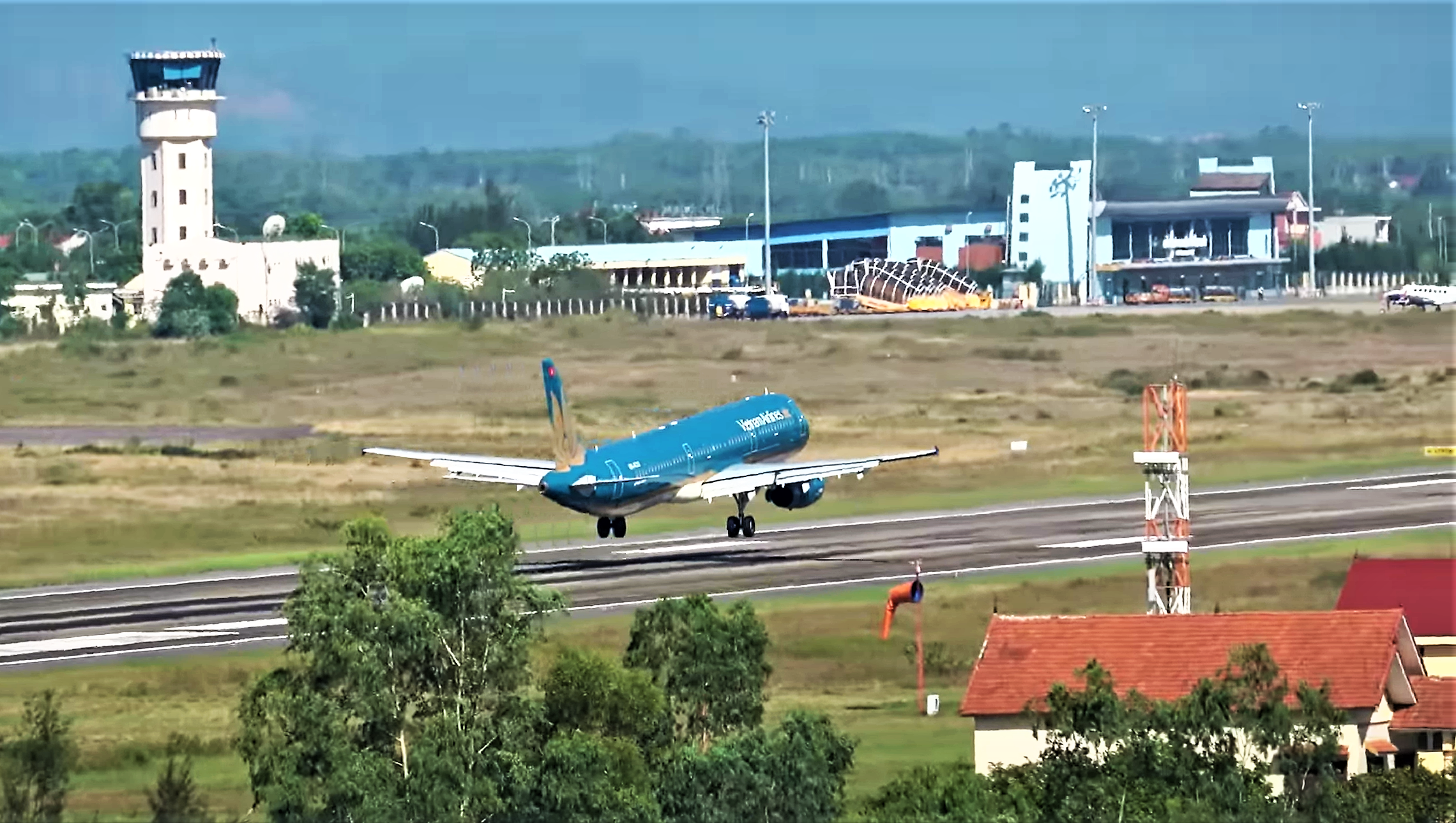
Accès à l'Aéroport de Đồng Hới.

Dong Hoi est accordé avec la belle plage avec le sable parfait et l'eau propre de Nhat Le et de la plage de Da Nhay, de la plage de Ly Hoa, 60 km au nord de la ville. La ville est située 50 km au sud du Parc national de Phong Nha-Kẻ Bàng, inscrit au patrimoine mondial, idéal pour l'exploration de la grotte et de recherche biologiques.
Dong Hoi est accessible par la route (route nationale 1A et route nationale Ho Chi Minh), par train (gare de Dong Hoi) ou par avion depuis Hanoï et à Hô Chi Minh Ville (Aéroport de Đồng Hới).
La ville fournit aux touristes plusieurs hôtels de 1 à 3 étoiles comme l’hôtel Cosevco, l’hôtel de Saigon-Quang Binh et surtout la villégiature de 4 étoiles de Sun Spa (en anglais : Sun Spa Resort). La cuisine distinguée : des produits maritimes (crevette, homard, seiche), des ragoûts…
Sites d'excursion : le Parc national de Phong Nha-Kẻ Bàng, inscrit au patrimoine mondial, la plage de Nhật Lệ, la plage de Đá Nhảy et la source thermale de Bang.

## Développement industriel
Il y a un port marin d'eau-profond : le port marin de Hon La (en vietnamien : Cảng Hòn La) en construction au nord de Dong Hoi, le port est capable pour manipuler le navire jusqu'à 50 000 tonnes métriques. 2 zones industrielles (la zone industrielle Nord-ouest de Dong Hoi et la zone industrielle de Hon La) sont en construction aussi et partiellement disponibles maintenant pour les investisseurs.